# Edwin Bendyk
Edwin Władysław Bendyk (ur. 1965) – polski dziennikarz i publicysta, zajmujący się problematyką cywilizacyjną i wpływem techniki na życie społeczne.

## Życiorys
Absolwent XL Liceum Ogólnokształcącego im. Stefana Żeromskiego w Warszawie oraz Wydziału Chemii Uniwersytetu Warszawskiego, który ukończył w 1989. Podczas studiów działał w niezależnych ruchach studenckich, był redaktorem studenckich pism drugiego obiegu, w tym związanych z Niezależnym Zrzeszeniem Studentów „Miś” i „Grizzly”. Pracował jako dziennikarz m.in. tygodnika „Nowoczesność”, Polskiej Agencji Informacyjnej, „Życia Warszawy”, „Wiedzy i Życia”.
Obecnie związany z tygodnikiem „Polityka”, gdzie jest publicystą działu naukowego. Zajmuje się problematyką cywilizacyjną, kwestiami modernizacji, ekologii i rewolucji cyfrowej. Publikuje także w tygodniku „Computerworld”, „Res Publice Nowej”, „Przeglądzie Politycznym”, magazynie „Mobile Internet”, „Krytyce Politycznej” i „Dzienniku Opinii”.
Został także nauczycielem akademickim, w tym wykładowcą w Collegium Civitas (gdzie został kierownikiem Ośrodka Badań nad Przyszłością), a także wykładowcą w Centrum Nauk Społecznych PAN. Został też członkiem rady Fundacji Nowoczesna Polska oraz rady programowej Zielonego Instytutu. Wchodził w skład komisji rewizyjnej Krajowego Funduszu na rzecz Dzieci. W czerwcu 2020 został wybrany na prezesa zarządu Fundacji im. Stefana Batorego.
Deklaruje się jako ateista.

## Nagrody i wyróżnienia
- 2003 – nominacja do Nagrody Literackiej Nike za książkę Zatruta studnia. Rzecz o władzy i wolności[12][13]
- 2004 – nominacja do nagrody im. Profesora Hugona Steinhausa za książkę Zatruta studnia. Rzecz o władzy i wolności[13]
- 2004 – nagroda Info Star w kategorii „propagowanie informatyki”[13]
- 2006 – Nagroda im. Marka Cara („za wielowątkowe analizy oraz popularyzację różnorodnych aspektów oddziaływania technologii informacyjnych na społeczeństwo”)
- 2009 – nominacja do studenckiej nagrody dziennikarskiej MediaTory w kategorii „promotor” („za medialne lekcje z zakresu rozwoju cywilizacji, techniki i Internetu, za głębokie spojrzenie na świat, przekazywane za pomocą sieci”)
- 2010 – nagroda Polskiej Izby Informatyki i Telekomunikacji[14]
- 2021 – Nagroda Planety Lema w dziedzinie kultury[15]

## Wybrane publikacje
- Zatruta studnia. Rzecz o władzy i wolności, W.A.B., Warszawa 2002
- Antymatrix – człowiek w labiryncie sieci, W.A.B., Warszawa 2004
- Miłość, wojna, rewolucja. Szkice na czas kryzysu, W.A.B., Warszawa 2009
- Bunt sieci, Polityka Spółdzielnia Pracy, Warszawa 2012
- W Polsce, czyli wszędzie. Rzecz o upadku i przyszłości świata, Polityka Spółdzielnia Pracy, Warszawa 2020